# トルクメニスタンの在外公館の一覧

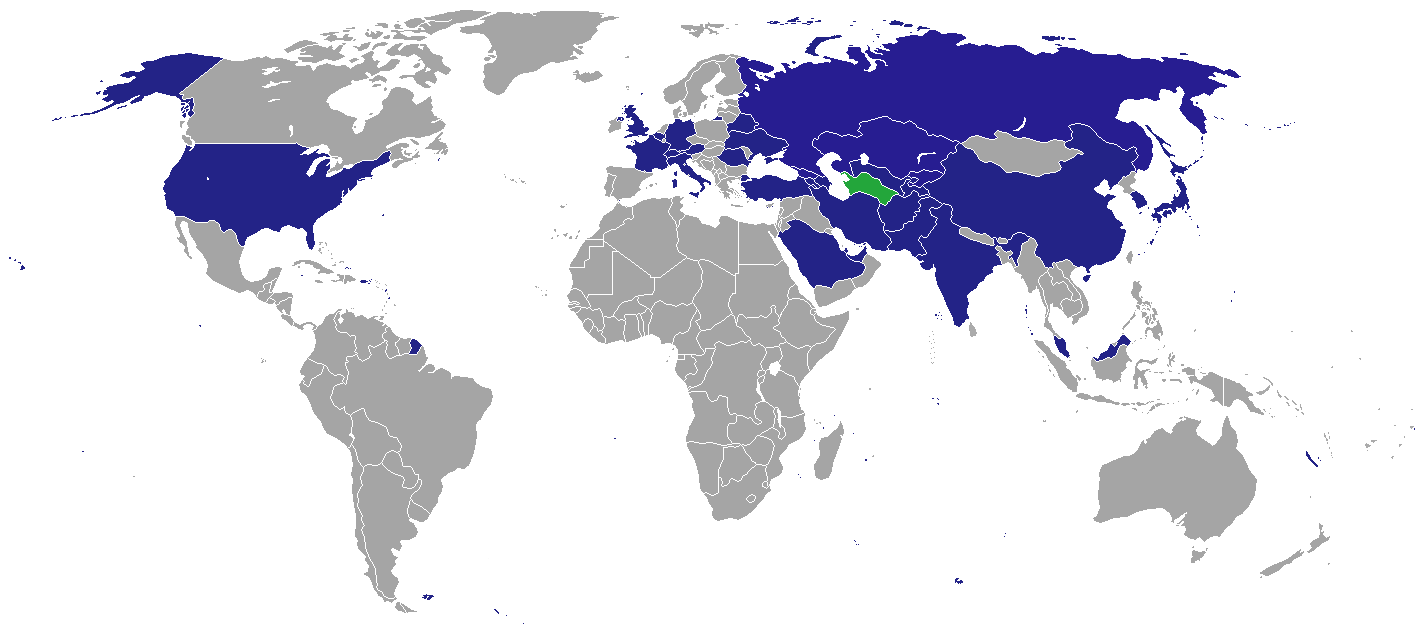
トルクメニスタンの在外公館が設置されている国

トルクメニスタンの在外公館の一覧では、トルクメニスタンが派遣している在外公館（外交使節団）を挙げる。

## アジア
- インド
  - 在インド大使館 (ニューデリー)
- ウズベキスタン
  - 在ウズベキスタン大使館 (タシケント)
- カザフスタン
  - 在カザフスタン大使館 (アスタナ)
- タジキスタン
  - 在タジキスタン大使館 (ドゥシャンベ)
- 中国
  - 在中華人民共和国大使館 (北京)
- 日本
  - 在日本大使館 (東京)
- パキスタン
  - 在パキスタン大使館 (イスラマバード)
- マレーシア
  - 在マレーシア大使館 (クアラルンプール)

## 中東
- アフガニスタン
  - 在アフガニスタン大使館 (カーブル)
  - 在マザーリシャリーフ領事館 (マザーリシャリーフ)
  - 在ヘラート領事館 (ヘラート)
- アゼルバイジャン
  - 在アゼルバイジャン大使館 (バクー)
- アラブ首長国連邦
  - 在アラブ首長国連邦大使館 (アブダビ)
- イラン
  - 在イラン大使館 (テヘラン)
  - 在マシュハド総領事館 (マシュハド)
- サウジアラビア
  - 在サウジアラビア大使館 (リヤド)
- シリア
  - 在シリア大使館 (ダマスカス)
- トルコ
  - 在トルコ大使館 (アンカラ)
  - 在イスタンブール総領事館 (イスタンブール)

## ヨーロッパ
- アルメニア
  - 在アルメニア大使館 (エレバン)
- イギリス
  - 在英国大使館 (ロンドン)
- ウクライナ
  - 在ウクライナ大使館 (キエフ)
- オーストリア
  - 在オーストリア大使館 (ウィーン)
- スイス
  - 在スイス大使館 (ジュネーヴ)
- ドイツ
  - 在ドイツ大使館 (ベルリン)

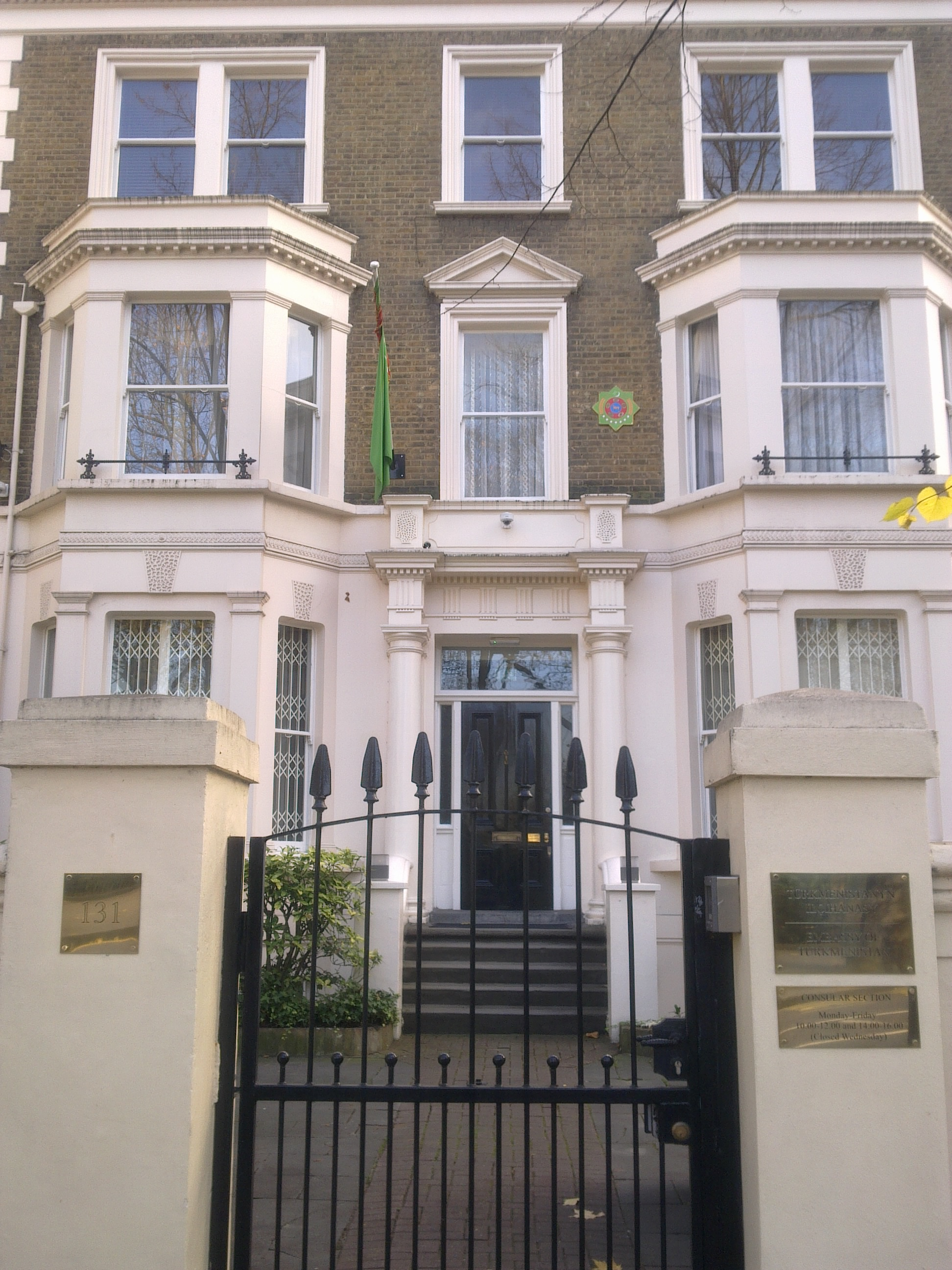
在英国トルクメニスタン大使館

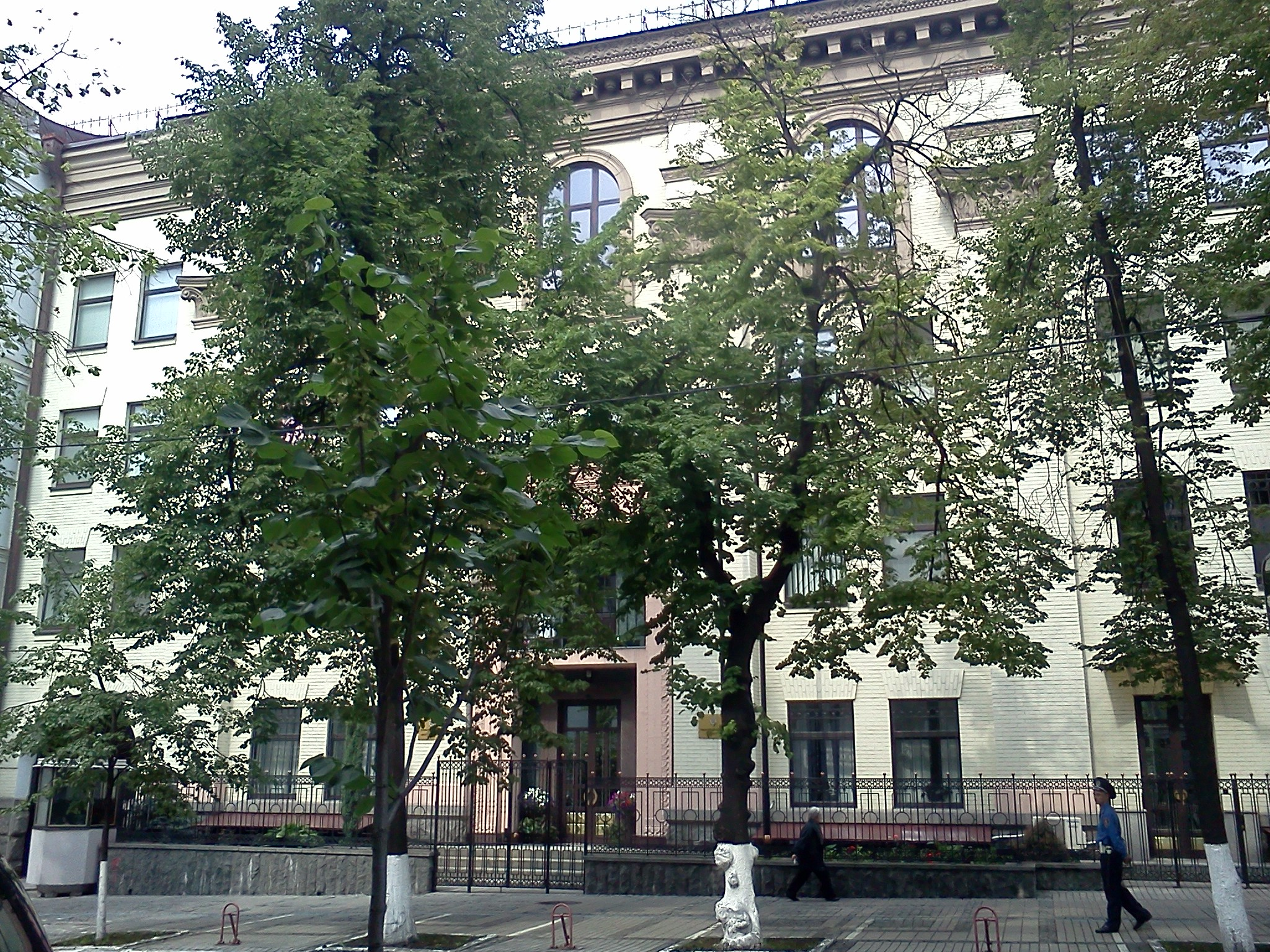
在ウクライナトルクメニスタン大使館

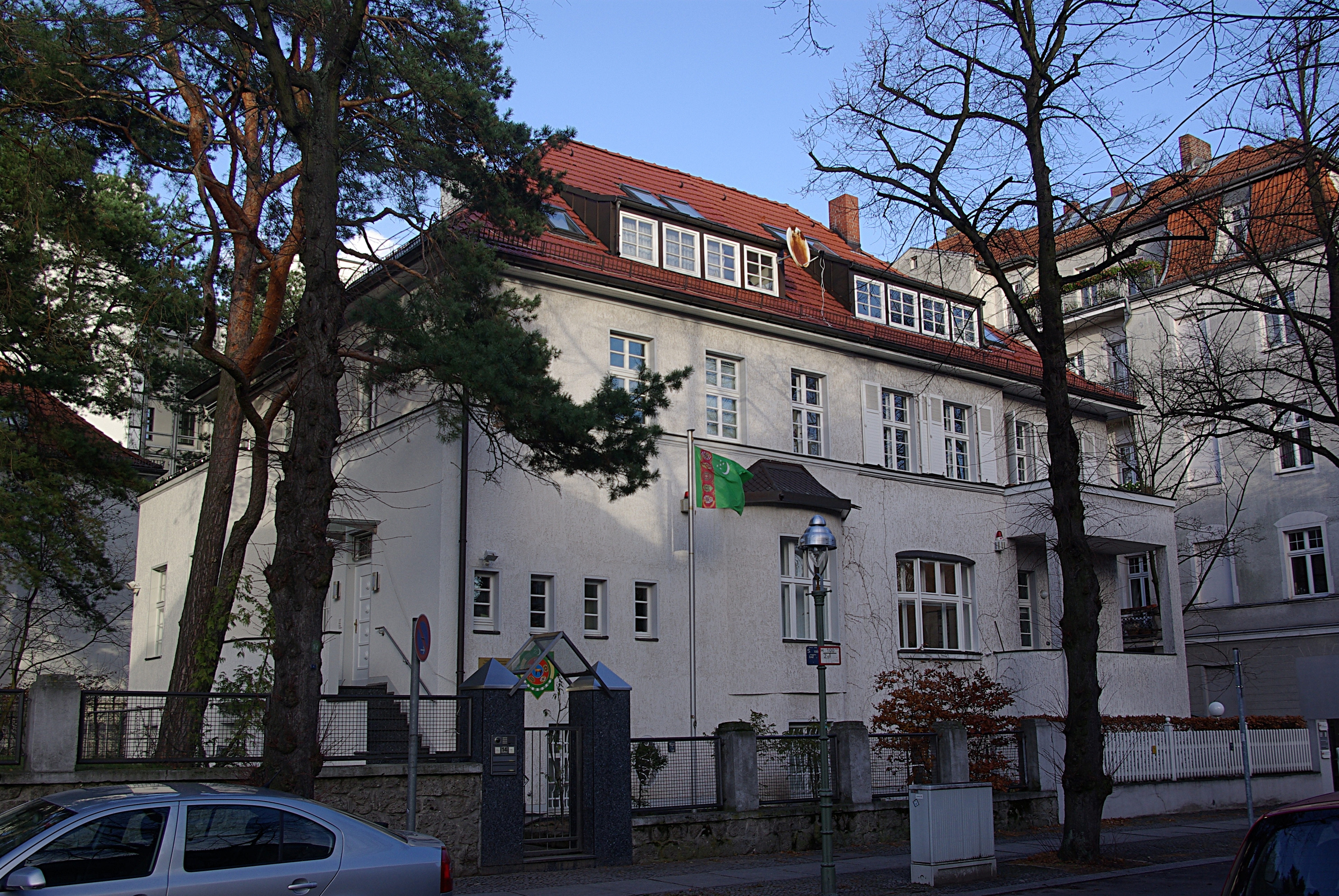
在ドイツトルクメニスタン大使館

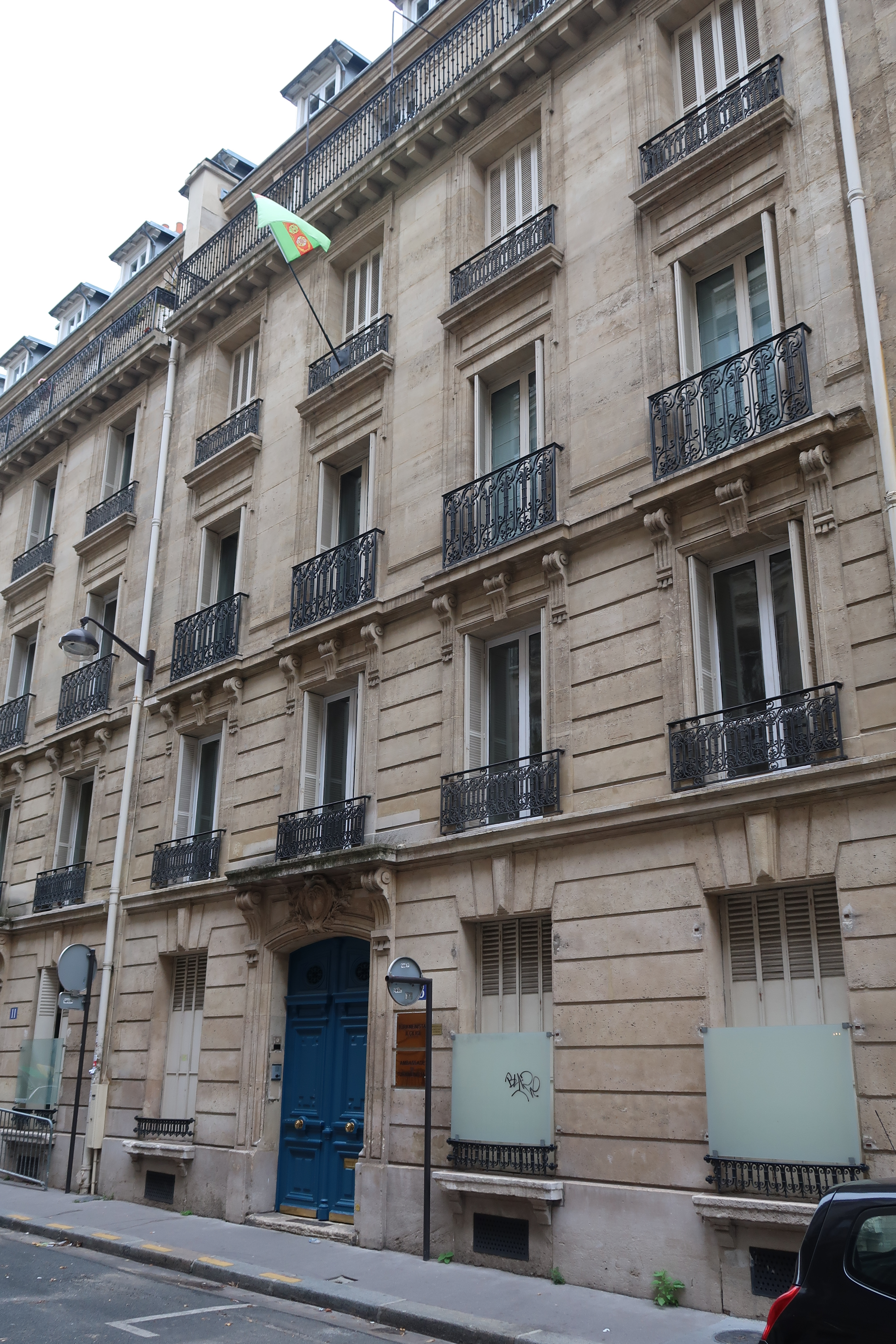
在フランストルクメニスタン大使館

  - 在フランクフルト領事館 (フランクフルト)
- フランス
  - 在フランス大使館 (パリ)
- ベラルーシ
  - 在ベラルーシ大使館 (ミンスク)
- ベルギー
  - 在ベルギー大使館 (ブリュッセル)
- ルーマニア
  - 在ルーマニア大使館 (ブカレスト)
- ロシア
  - 在ロシア大使館 (モスクワ)
  - 在アストラハン領事館 (アストラハン)

## 北米
- アメリカ合衆国
  - 在アメリカ合衆国大使館 (ワシントンD.C.)

## 国際機関代表部
- 国際連合代表部 (ジュネーヴ、ニューヨーク、ウィーン)
- 国際連合教育科学文化機関代表部 (パリ)
- 独立国家共同体代表部 (ミンスク)
- 欧州連合代表部 (ブリュッセル)